# Kadov, Žďár nad Sázavou
Kadov là một làng thuộc huyện Žďár nad Sázavou, vùng Vysočina, Cộng hòa Séc.